# Bündeltheorie
Die Bündeltheorie (englisch: bundle theory, sheaf theory) ist eine vom Empirismus geprägte ontologische Theorie, die die Existenz von ontologischen Substraten oder Substanzen als Träger von Eigenschaften oder als Verursacher von Sinneswahrnehmungen bestreitet.  Stattdessen sind der Bündeltheorie zufolge empirische Gegenstände selbst konstituiert durch Bündel von Eigenschaften oder relationalen Beziehungen untereinander sowie zu möglichen Erfahrungssubjekten.

## Darstellung
Was landläufig als „Substanzen“ bezeichnet wird, sind gemäß der Bündeltheorie in Wahrheit komplexe Bündel von Eigenschaftsindividuen (abstrakte Partikularien), die durch Binderelationen zusammengehalten werden. Ein früher idealistischer Vorläufer solcher Ansichten ist David Hume, bei dem „impressions“  und „ideas“  durch raum-zeitliche Berührung (Kontiguität),  Ähnlichkeit und Kausalität miteinander zu einem Körper oder einem Ich verknüpft werden.
Zu diesen Binderelationen gehört zunächst, dass die einzelnen Eigenschaften, die ein Bündel bilden, zusammen vorkommen, also „kopräsent“ (compresent) sind. Dass diese Eigenschaften auch mit anderen Eigenschaften zusammen vorkommen können, macht nach Interpretation der Bündeltheorie ihre Kontingenz aus.
Den Hintergrund der Bündeltheorie bildet das empiristische Bestreben, gemäß dem Ockhamschen Sparsamkeitsprinzip Entitäten, die empirisch nicht zugänglich sind, so weit wie möglich zu vermeiden.  Vom empiristischen Standpunkt aus nehmen wir bei der Wahrnehmung der konkreten Alltagsdinge nur bestimmte Eigenschaften (Farbe, Gestalt, Maße, Zusammensetzung) wahr.  Probleme bereitet dabei der Bündeltheorie vor allem der zeitliche Aspekt der Alltagsdinge: Inwiefern kann von demselben konkreten Ding gesprochen werden, wenn dieses nichts anderes als das Bündel seiner Eigenschaften ist und diese Eigenschaften sich über die Zeit hinweg ändern?
Die Bündeltheorie ist häufig mit der Annahme von Tropen verknüpft, die annimmt, dass Eigenschaften sich als singuläre, numerisch verschiedene Eigenschaften realisieren (die grüne Farbe einer ganz bestimmten Erbse und die meines Pullovers sind jeweils zwei numerisch verschiedene Eigenschaften). Es gibt aber auch Bündeltheoretiker, die einer realistischen  Position anhängen (ein und dieselbe grüne Farbe wird jeweils in der Erbse und im Pullover instantiiert).

## Probleme
Ein Problem dieser Theorie ist, dass sie kein Kriterium dafür liefert,  welche Eigenschaften sich zu einem Individuum bündeln können und welche nicht.  Weiterhin wird kritisiert, dass nach der  Bündeltheorie die Satzform „F(x)“, nach der etwas von etwas ausgesagt wird, nicht verstanden werden kann, weil es  in ihr letztlich nur Prädikate gebe. Zudem setzt die Theorie eine sehr hohe Kompetenz voraus, die als unrealistisch wahrgenommen werden kann. Im Alltag sprechen Menschen außerdem über andere Personen, ohne eine Beschreibung von ihnen zu kennen.

### Einführende Artikel
- S. Candlish: Mind, Bundle Theory of. REP VI, 1998, S. 382–385.
- A. Casullo: Bundle Theory. In: R. Audi (Hrsg.): The Cambridge Dictionary of Philosophy. Cambridge 1995/1999, S. 107.
- Edmund Runggaldier, Christian Kanzian: Grundprobleme der analytischen Ontologie. Schöningh, Paderborn 1998, ISBN 3-506-99493-X, S. 117–135.
- Pirmin Stekeler-Weithofer: Bündeltheorie. In:  Jürgen Mittelstraß (Hrsg.): Enzyklopädie Philosophie und Wissenschaftstheorie. 2. Auflage. Bd. 1, 2005, ISBN 3-476-01372-3, S. 548–550.

### Bücher
- G. E. Bredon: Sheaf Theory. New York 1967, 2. Auflage. 1997.
- J. A. Lees: Notes on Bundle Theory. Aarhus 1974.
- M. Kashiwara: Sheaves on Manifolds. Berlin / New York 1990.
- R. G. Swan: The Theory of Sheaves. Chicago III. 1964, 1968.
- B. R. Tennison: Sheaf Theory. Cambridge / London / New York 1975.

### Aufsätze
- S. L. Anderson: The Substantive Center Theory Versus the Bundle Theory. In: Monist. 61 (1978), S. 96–108.
- R. Aquila:  Mental Particulars, Mental Events, and the Bundle Theory. In: Can. J. Philos. 9 (1979), S. 109–120.
- D. Brooks:  Hume's Bundle Theory of the Mind. In: South African J. Philos. 4 (1985), S. 75–84.
- A. Casullo:  A Fourth Version of the Bundle Theory. In: Philos. Stud. 54 (1988), S. 125–139.
- R. W. Clark: The Bundle Theory of Substance. In: New Scholasticism. 50 (1976), S. 490–503.
- M. P. Fourman, C. J. Mulvey, D. S. Scott (Hrsg.): Applications of Sheaves. Proceedings of the Research Symposium on Applications of Sheaf Theory to Logic, Algebra, and Analysis, Durham  July 1977. Springer, Berlin / New York 1979, ISBN 3-540-09564-0.
- M. Glouberman: A Stratified Bundle Theory. In: Synthese. 42 (1979), S. 379–410.
- K. Gyekye: An Examination of the Bundle-Theory of Substance. In: Philos. Phenomen. Res. 34 (1973), S. 51–61.
- C. Hughes: Bundle Theory from A to B. In: Mind. 108 (1999), S. 149–156.
- C. S. Johnson: Hume's Theory of Moral Responsibility. Some Unresolved Matters. In: Dialogue. 31 (1992), S. 3–18.
- M. Losonsky: Individuation and the Bundle Theory. In: Philos. Stud. 52 (1987), S. 191–198.
- A. T. Nuyen: The Fragility of the Self. From Bundle Theory to Deconstruction. In: J. Speculative Philos. 6 (1992), S. 111–122.
- L. N. Oaklander: The Bundle Theory of Substance. In: New Scholasticism. 52 (1978), S. 91–96.
- J. O'Leary-Hawthorne: The Bundle Theory of Substance and the Identity of Indiscernibles. In: Analysis. 55 (1995), S. 191–196.
- F. Orilia: Van Cleve, the Bundle Theory and Guise Theory. In: Auslegung. 12 (1986), S. 174–184.
- N. Pike: Hume's Bundle Theory of the Self. A Limited Defense. In: Amer. Philos. Quart. 4 (1967), S. 159–165.
- J. Van Cleve: Three Versions of the Bundle Theory. In: Philos. Stud. 47 (1985), S. 95–107.
- D. W. Zimmerman: Distinct Indiscernibles and the Bundle Theory. (PDF; 26 kB), In: Mind. 106 (1997), S. 305–309.